# Plantago coronopus
Plantago coronopus também conhecida nas ilhas da Macaronésia como diabelha, é uma espécie botânica pertencente à família Plantaginaceae.
Trata-se de uma erva anual ou bienal, ou mais raramente perene, bastante variável em hábito. As folhas vão de lineares a oblanceoladas, arranjadas em roseta, e as flores estão dispostas numa espiga cilíndrica e compacta, com o pedúnculo maior do que a espiga.
A diabelha é uma espécie nativa da região mediterrânica, de zonas atlânticas da Europa até à Finlândia e Oeste da Ásia.
Ocorre um pouco por todo o país em caminhos, calçadas, terrenos cultivados, pastagens, e nas areias e arribas litorais.